# Météorite de Caille
La Caille
Pour les articles homonymes, voir Caille.
La météorite de Caille (ou La Caille, nom retenu par la Meteoritical Society) est une météorite de fer trouvée entre 1650 et 1700 à proximité du village de Caille (Alpes-Maritimes, région Provence-Alpes-Côte d'Azur, France). C'est la météorite la plus massive jamais trouvée ou vue tomber en France (environ 626 kg).

## Histoire
Au début des années 1800, la météorite de Caille sert de banc public devant l'église du village. Selon des témoignages recueillis à cette époque, elle provient de la montagne de l'Audibergue, à quelques kilomètres au sud-est du village, où elle a été découverte par un berger vers 1650-1700, traînée jusqu'en plaine par un attelage de bœufs, puis récupérée par un maréchal-ferrant du village qui en aurait tiré deux fers à mulets avant de l'abandonner en raison de la piètre qualité du métal.

## Caractéristiques
La météorite de Caille est une octaédrite à grain moyen (Om), avec des bandes de kamacite de 1,1 mm de largeur, en moyenne. Elle est non groupée, mais pourrait constituer un grouplet (« mini-groupe ») avec la météorite de Lazarev trouvée en Antarctique en 1961.